# Mława
Mława (česky Mlava) je město v Polsku v Mazovském vojvodství, sídlo okresu Mława. Leží v severní části Mazovska, v blízkosti řeky Mławka, přímo na hranici s Varmijsko-mazurským vojvodstvím přibližně 110 kilometrů severně od Varšavy. V roce 2024 zde žilo 30 802 obyvatel.

## Historie
Mława je jedním z nejstarších měst v Mazovsku. V roce 1429 Mława obdržela městská práva podle chlumenského práva.
V roce 1914, po vypuknutí první světové války, bylo město v srpnu a září střídavě čtrnáctkrát obsazeno ruskými a německými vojsky. V roce 1920 se kolem Mławy (během polsko-sovětské války) odehrály bitvy.
Na začátku invaze do Polska (od 1. do 4. září 1939) se odehrála bitva u Mławy mezi německými a polskými jednotkami. Mława byla v rozporu s mezinárodním právem připojena k Velkoněmecké říši, přejmenována na Mielau a stala se sídlem okresu Mielau. V prosinci 1940 zde bylo zřízeno ghetto pro židovské obyvatelstvo. 18. ledna 1945 došlo v Kalkówce k hromadnému střílení vězňů z Mławy. Téhož dne byl v lesní oblasti narychlo evakuován výcvikový tábor Říšské pracovní služby. Dne 19. ledna 1945 bylo Mielau dobyto Rudou armádou a stalo se opět součástí Polska.
V letech 1975–1998 město administrativně patřilo do Ciechanówského vojvodství.